# Uzi Freyja
Uzi Freyja est le nom de scène d'une auteure, interprète et compositrice camerounaise,.
Son nom est inspiré du pistolet semi-automatique et de la déesse nordique de l’amour et de la fertilité.

## Biographie
Pour son premier album, "Bhelize Don't Cry", Uzi Freyja fait évoluer son univers en terme de musique et d'image et marque un tournant en imposant une direction artistique radicale. Elle rejoint le label Fougue avec lequel elle repousse encore plus loin les limites de son esthétique et de son identité sonore. L'album met en avant des collaborations marquantes, avec Carbon Killer (sur "Burn The Witch Burner" et "Medusa") et Baby Volcano ("Gyoza") et surprend par l'apparition de Béatrice Dalle sur le titre "Spicy Mami".
Son audience se développe et dépasse les frontières : avec son clip "Don't Disturb Me", un morceau coécrit avec Yoa, Uzi Freyja capte l'attention d'une audience grandissante aux États-Unis et au Canada, confirmant son potentiel international.

### Reconnaissance et distinctions
Son approche unique et son énergie scénique lui valent plusieurs distinctions majeures en France. En 2023, Uzi Freyja est lauréate du programme Le FAIR, puis du programme d'accompagnement Le Chantier des Francos, porté par le festival Francofolies de la Rochelle. En 2023 également, elle remporte le Prix Chorus des Hauts-de-Seine, affirmant son statut de figure montante de la scène musicale actuelle.

### Historique du projet
Dès ses débuts, Uzi Freyja s'entoure de collaborations qui lui permettent d'explorer différentes sonorités pour dessiner les premiers contours de son identité musicale. Le projet voir le jour avec Stuntman5, qui apporte une première couleur sonore brute et électrisante. Par la suite, Fotondanger rejoint l'aventure, enrichissant la proposition musicale avec des influences plus électroniques. Ces collaborations ont contribué à poser les bases du son unique d'Uzi Freyja, qui s'affirme aujourd'hui pleinement comme une figure artistique indépendante.